# Судья (футбол)
Судья́ — обладающий специальными умениями и полномочиями участник футбольного матча, контролирующий соблюдение игровых правил.
Права и обязанности судьи определены Правилом 5 Правил игры в футбол. На каждый матч назначается бригада судей (арбитров) в составе:
- главный судья;
- два помощника судьи;
- четвёртого, или резервного судьи, оповещающим об заменах и добавленном времени;
- на некоторых турнирах: видеопомощники судьи (судьи у монитора) в рамках системы VAR, количество и полномочия которых варьируются в зависимости от конкретного футбольного соревнования.

## Полномочия судьи
Каждый матч контролируется судьёй, обладающим всеми ниже названными правами и обязанностями по обеспечению соблюдения Правил игры в том матче, на который он назначен.

### Обязанности
Судья обязан:
- вести хронометраж (мониторинг времени) игры и запись о событиях матча;
- обеспечивать соответствие используемых мячей требованиям Правила 2;
- обеспечивать соответствие экипировки игроков требованиям Правила 4;
- в случае кровотечения у игрока должен обеспечить, чтобы тот покинул поле. Игрок может вернуться на поле только с разрешения судьи, убедившегося в том, что кровотечение остановлено;
- обеспечивать отсутствие на поле посторонних лиц;
- предоставить соответствующим органам рапорт о матче, включающий информацию по всем принятым дисциплинарным мерам в отношении игроков и/или официальных лиц команд, а также по всем прочим инцидентам, произошедшим до, во время или после матча.

### Права
Судья имеет право:
- остановить, временно прервать или прекратить матч при любом нарушении Правил;
- остановить, временно прервать или прекратить матч при любом постороннем вмешательстве;
- остановить матч, если, по его мнению, игрок получил серьёзную травму, и обеспечить его уход/вынос за пределы поля;
- продолжить игру до момента, когда мяч выйдет из игры в случае, если игрок, по его мнению, получил лишь незначительную травму;
- продолжить игру, когда команда, против которой было совершено нарушение, получает выгоду от такого преимущества (например остаётся с мячом), и наказать за первоначальное нарушение, если предполагавшимся преимуществом команда не воспользовалась;
- наказать игрока за более серьёзное нарушение Правил в случае, когда он одновременно совершает более одного нарушения;
- принимать меры дисциплинарного воздействия по отношению к игрокам, виновным в нарушениях, караемых предупреждением или удалением. Он не обязан принять такие меры незамедлительно, но должен сделать это, как только мяч выйдет из игры;
- принимать меры в отношении официальных лиц команд, ведущих себя некорректно, и может по своему усмотрению удалить их с поля и прилегающих к полю зон;
- действовать на основании рекомендации своих помощников и резервного судьи в отношении инцидентов, которые остались вне его поля зрения.

## Форма
Судья, его помощники и резервный должны выступать в экипировке, которая отличает их по цвету от игроков обеих команд и вратарей. Как правило, первыми цвет формы выбирают команды, затем рефери, а после них вратари. У всей судейской бригады униформа одинаковая. Экипировку арбитрам делают из специальной синтетической ткани, которая выводит пот и сохраняет комфортную температуру тела. В отличие от игровой формы, на футболке арбитров есть карманы. Сейчас ФИФА позволяет арбитрам носить 5 цветов — черный, красный, желтый, зеленый и синий. А вот шорты и обувь должны быть черными. Гетры не всегда чёрные, они могут быть и цвета футболки.
Судейская экипировка исключает головные уборы, за исключением обязательного покрытия по религиозным причинам. Солнцезащитные очки также недопустимы. Они создают барьер для зрительного контакта с игроками, а также создают иллюзию плохого зрения.
Помимо карточек, судейского блокнота и свистка, рефери берут с собой на игру часы, монетку для подбрасывания, гарнитуру для общения с помощниками, которая работает по типу рации. В некоторых чемпионатах арбитры также используют исчезающий спрей.

## Решения судьи
Решения судьи по фактам, связанным с игрой, являются окончательными. Судья может изменить своё решение лишь в случае, если он поймёт его ошибочность или (на его усмотрение) по рекомендации своего помощника или резервного судьи, но при условии, что он не возобновил игру и не прекратил матч.

### Судебные ошибки
Постоянно случаются как мелкие, так и крупные (повлиявшие на итог важных футбольных матчей), ошибки судей.
Так, на чемпионате мира 2006 года арбитр Грэм Полл забыл удалить игрока после второй жёлтой карточки, а на следующем чемпионате мира арбитр Хорхе Ларрионда не засчитал явный гол Фрэнка Лэмпарда.

## Давление
Судьям зачастую не прощают ошибок в решающих матчах. За счёт замедленных повторов болельщикам легко усмотреть неправильное решение судьи. Например, в одном из матчей чемпионата мира 2002 года игрок сборной Турции Хакан Унсал попал бразильцу Ривалдо в ногу, а он начал держаться за лицо. Унсалу показали красную карточку, но после просмотра момента после матча Ривалдо оштрафовали за симуляцию на 5180 фунтов стерлингов.

## Использование технических средств
В связи с высокой сложностью принятия решений судьями и, как следствие — частыми ошибками, неоднократно поднимался вопрос о разрешении применения ими технических средств — как, например, уже давно делается в баскетболе. Для облегчения времени в самых ответственных случаях — при игре в штрафной площади и взятиях ворот — УЕФА в 2012 году были введены дополнительные судьи за воротами, а в Кубке Конфедераций 2013 года и, начиная с Чемпионата мира 2014 года в Бразилии — стала применяться Система автоматического определения голов. Начиная с Чемпионата мира по футболу в России и Кубка Конфедераций в 2017 году стала использоваться система видеоповторов VAR.